# Josip Felicijan
Josip Felicijan, slovenski zgodovinar, * 28. september 1916, Škofja vas, † 8. april 1993, Toronto.
Bil je nezakonski otrok kuharice Jožice (Jozefe) Felicijan. Leta 1943 je diplomiral iz zgodovine na ljubljanski Filozofski fakulteti in prav tam 1945 tudi doktoriral. Ob koncu vojne je kot domobranski častnik odšel na avstrijsko Koroško. Od leta 1951 je živel v Združenih državah Amerike ter do 1982 predaval zgodovino na Steubenville Collegeu v Steubenvillu (Ohio) in na Saint John Collegeu v
Clevelandu. Njegova knjiga The genesis of the contractual theory and the installation of the dukes of Carinthia je vzbudila veliko pozornost, trditve v njej pa veljajo za sporne.

## Izbrana bibliografija
- The genesis of the contractual theory and the installation of the dukes of Carinthia (COBISS)
- Slovenstvo in prva ustava ZDA (COBISS)